# Deutsch Schützen-Eisenberg
Deutsch Schützen-Eisenberg (węg. Németlövő-Csejke, burg.-chorw. Livio-Čjeka) – gmina w Austrii, w kraju związkowym Burgenland, w powiecie Oberwart. 1 stycznia 2014 liczyła 1,12 tys. mieszkańców.